# Alopecosa xiningensis
Alopecosa xiningensis este o specie de păianjeni din genul Alopecosa, familia Lycosidae, descrisă de Hu în anul 2001. Conform Catalogue of Life specia Alopecosa xiningensis nu are subspecii cunoscute.